# Park Ridge (Illinois)
Park Ridge é uma cidade localizada no estado americano de Illinois, no Condado de Cook.

## Demografia
Segundo o censo americano de 2000, a sua população era de 37.775 habitantes.
Em 2006, foi estimada uma população de 36.887, um decréscimo de 888 (-2.4%).

## Geografia
De acordo com o United States Census Bureau tem uma área de 18,3 km², dos quais 18,2 km² cobertos por terra e 0,1 km² cobertos por água. Park Ridge localiza-se a aproximadamente 190 m acima do nível do mar.

## Localidades na vizinhança
O diagrama seguinte representa as localidades num raio de 8 km ao redor de Park Ridge.